# Polana (Ustroń)
Polana – osiedle (jednostka pomocnicza nr 1) miasta Ustroń w jego południowej części, dawniej przysiółek, położona w dolinie Wisły, u podnóża Wielkiej Czantorii. Obecnie kojarzona przede wszystkim z dolną stacją kolei krzesełkowej „Czantoria”. Jest to dobry punkt wyjściowy wycieczek pieszych w góry Beskidu Śląskiego.
Do osiedla Polana przynależą również dawny przysiółek Dobka oraz Jaszowiec - kompleks domów wypoczynkowych w dolinie Jaszowca.

## Historia
Nazwa Polana pochodzi od polany w lesie nad Wisłą, na której osiedlili się pierwsi mieszkańcy („...12 zahradnikuw kterech mam na polanie...” – z pierwszej wzmianki o Polanie w 1607 r.). Osada należała do Mikołaja Rudzkiego, od którego wykupiła ją w 1633 r. księżna cieszyńska Elżbieta Lukrecja. Później Polana stanowiła część Ustronia Górnego, będącego osobną wsią do 1839 r., kiedy połączono Ustroń Górny z Dolnym.
W 1792 r. powstała tu papiernia, założona przez księcia Alberta Sasko-Cieszyńskiego. Należał do niej kawałek przyległej łąki nad Wisłą, niezbędnej do bielenia na słońcu lnianych szmat, z których wówczas wyrabiano papier. Pierwszym papiernikiem był przybyły tu prawdopodobnie z terenu dzisiejszych Niemiec Augustyn Kiessling. Na papierze z tej papierni, ze znakami wodnymi A. Kiesslinga, sporządzono m.in. prowadzone na cieszyńskim zamku księgi gruntowe. Pamiątką po tych czasach jest nazwa uliczki „Papiernia”, wiodącej ku Wiśle (biegną nią czerwone znaki  szlaku turystycznego na Równicę).
W 1837 r. papiernię przeniesiono w dół Wisły do Hermanic, gdzie z przerwami działała do 1933 r. W jej zabudowaniach „na Polanie” powstała później kuźnia „Teresa” napędzana kołem wodnym, wchodząca w skład ustrońskiej huty. Wykuwano w niej osie i okucia do wozów. Napęd młotów zapewniała płynąca tędy od 1772 r. Młynówka. Był to zakład niewielki: w latach 1843-1854 zatrudnionych było tu 8-11 pracowników. W 1899 r. kuźnię w Polanie zlikwidowano, a w budynku zainstalowano dwie turbiny wodne, napędzane wodami Młynówki. Ich montaż wykonała austriacka firma „Ferdinand Küchnel - Maschinenfabrik und Eisengieserei - Hermannseipen” w latach 1904-1905. Zasilały one w energię elektryczną ustroński zakład, od 1912 r. funkcjonujący pod firmą „Brevillier i Urban. Fabryka Śrub i Wyrobów Kutych”. Po II wojnie światowej obiekty przejęło państwo. Mieściła się w nich baza sprzętowa Kółka Rolniczego, wylęgarnia pstrągów (w latach 1965-1984), a obecnie zakład wylęgu drobiu.
Budynek dawnej papierni-kuźni jest murowanym budynkiem na planie prostokąta, parterowym, krytym dwuspadowym dachem. Jego właścicielem jest od 1990 r. Spółdzielnia Usług Rolniczych. Obiekt był remontowany w latach 1993-1994. Obok zachowała się  znacznie zniszczona komora turbinowa z resztką turbin, a także jaz na Młynówce ze stawidłami, pozwalającymi regulować poziom wody w położonym obok sztucznym zbiorniku wodnym o powierzchni 0,65 ha. Stojący obok budynek dawnej administracji młotowni, pochodzący z lat 30. XIX w., jest w rękach prywatnych. Dawny budynek mieszkalny dla robotników, pochodzący z tego samego okresu, odremontowany, pełni dalej funkcje mieszkalne.

## Religia
Na terenie Polany działalność duszpasterską prowadzą następujące Kościoły:
- Kościół Ewangelicko-Augsburski w RP (2 filiały ustrońskiej parafii w Polanie i Dobce)
- Kościół rzymskokatolicki (parafia Dobrego Pasterza wraz z kaplicą filialną pw. św. Jana przy wyciągu)

## Turystyka
Obecną popularność Polana zawdzięcza przede wszystkim zbudowanej w latach 1965–1967 (później modernizowanej) kolei krzesełkowej na Czantorię. Daje ona latem łatwy dostęp na szczyt tej góry z wieżą widokową, a zimą udostępnia narciarzom trasy zjazdowe na jej stokach. Poza tym rozwiniętą bazę turystyczną reprezentują liczne domy wypoczynkowe, pensjonaty i hotele. Działają restauracje, bary, kawiarnie, karczma regionalna.
W dzielnicy znajduje się stacja kolejowa Ustroń Polana na linii Goleszów – Wisła Głębce oraz przystanki komunikacji autobusowej.

## Galeria

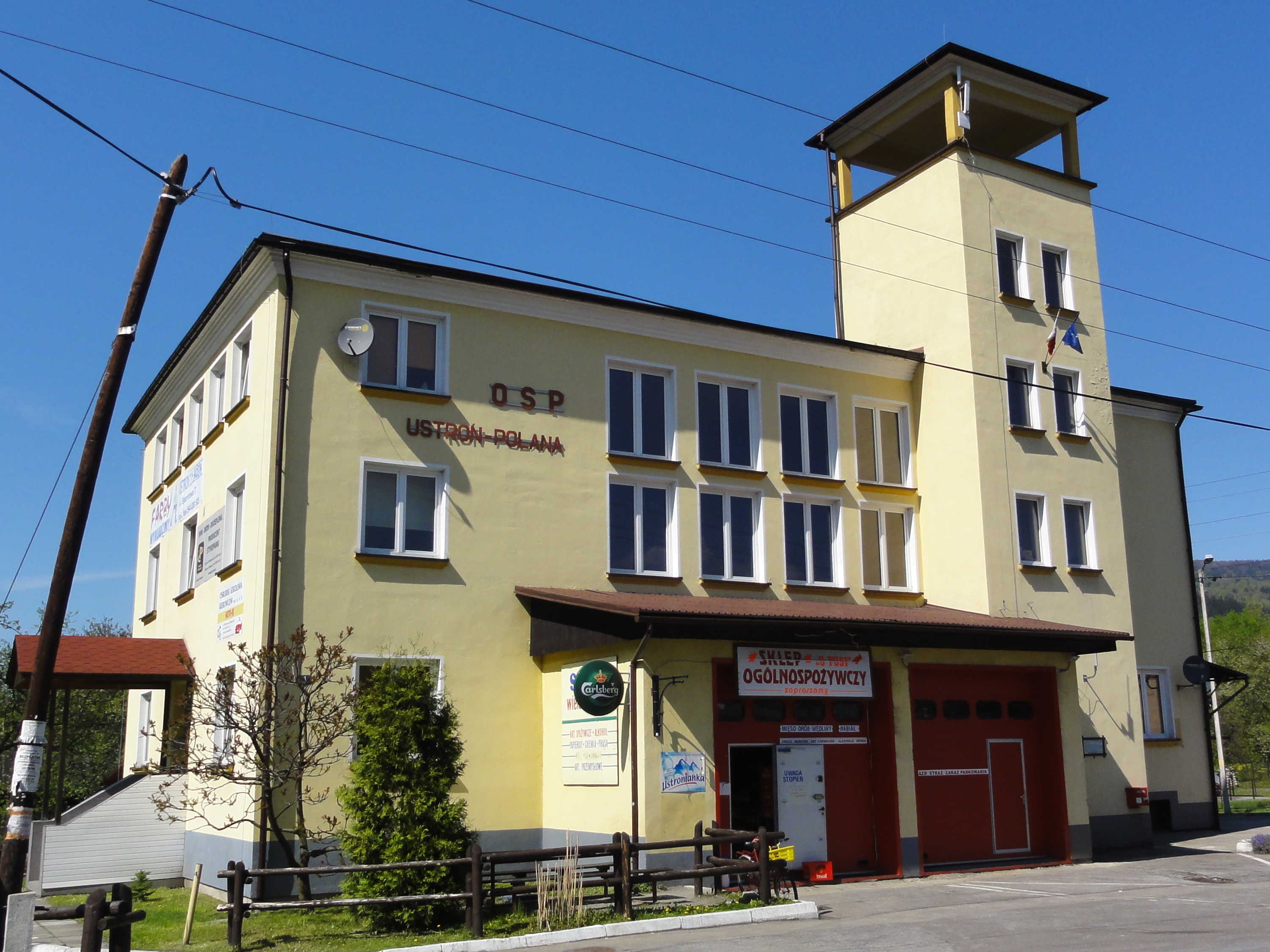
OSP Ustroń-Polana
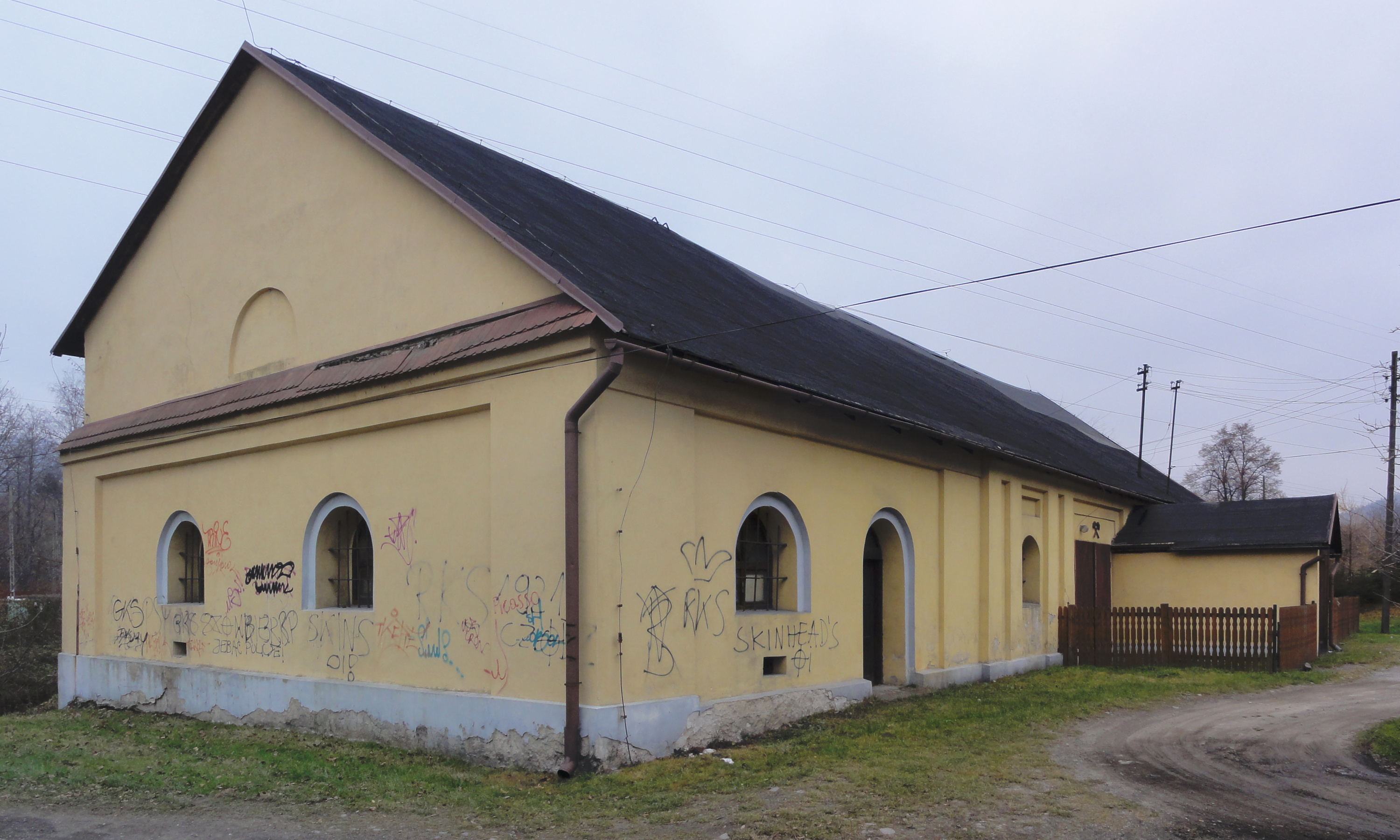
Dawna papiernia i kuźnia
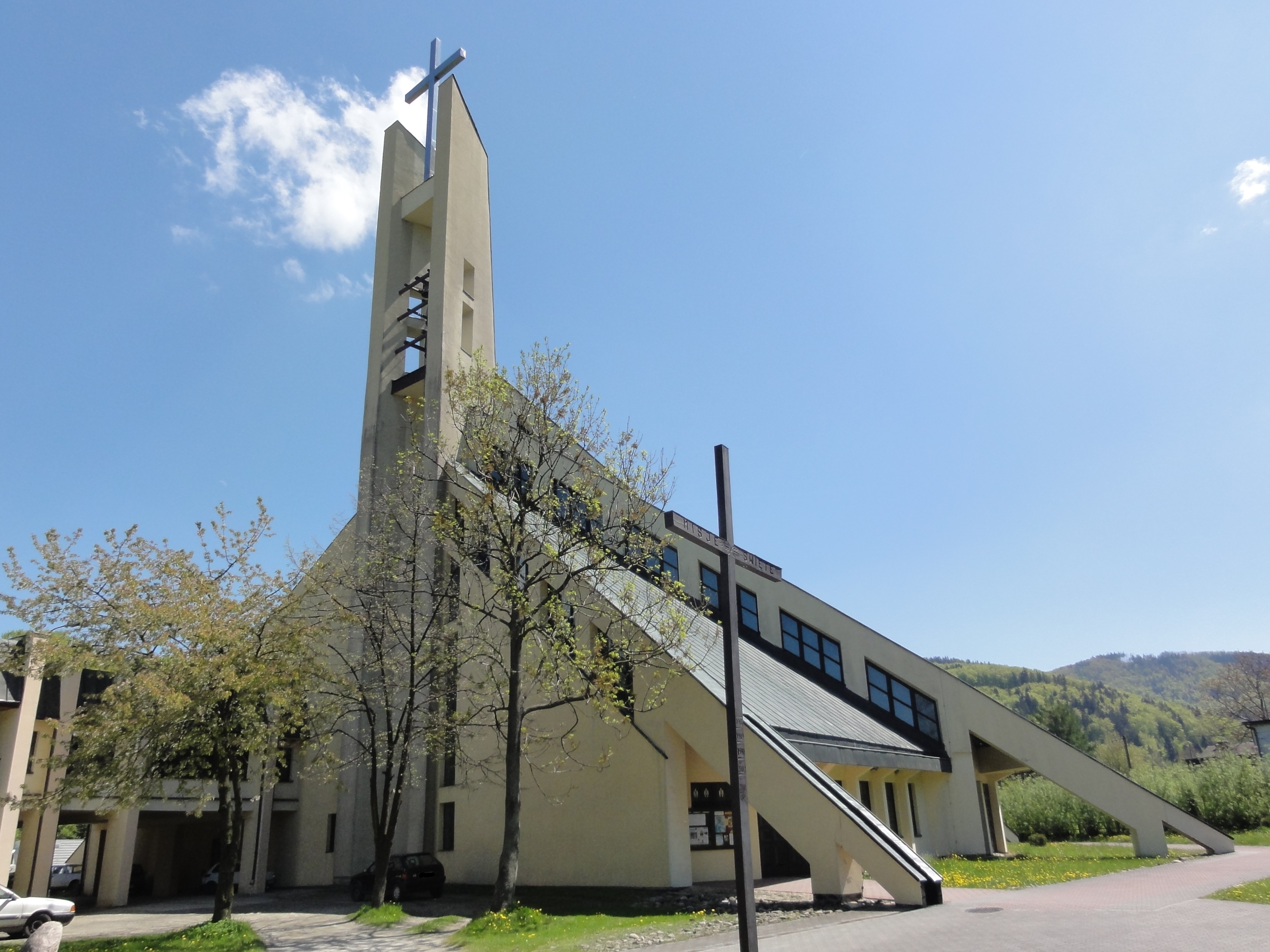
Katolicki kościół parafialny pw. Dobrego Pasterza
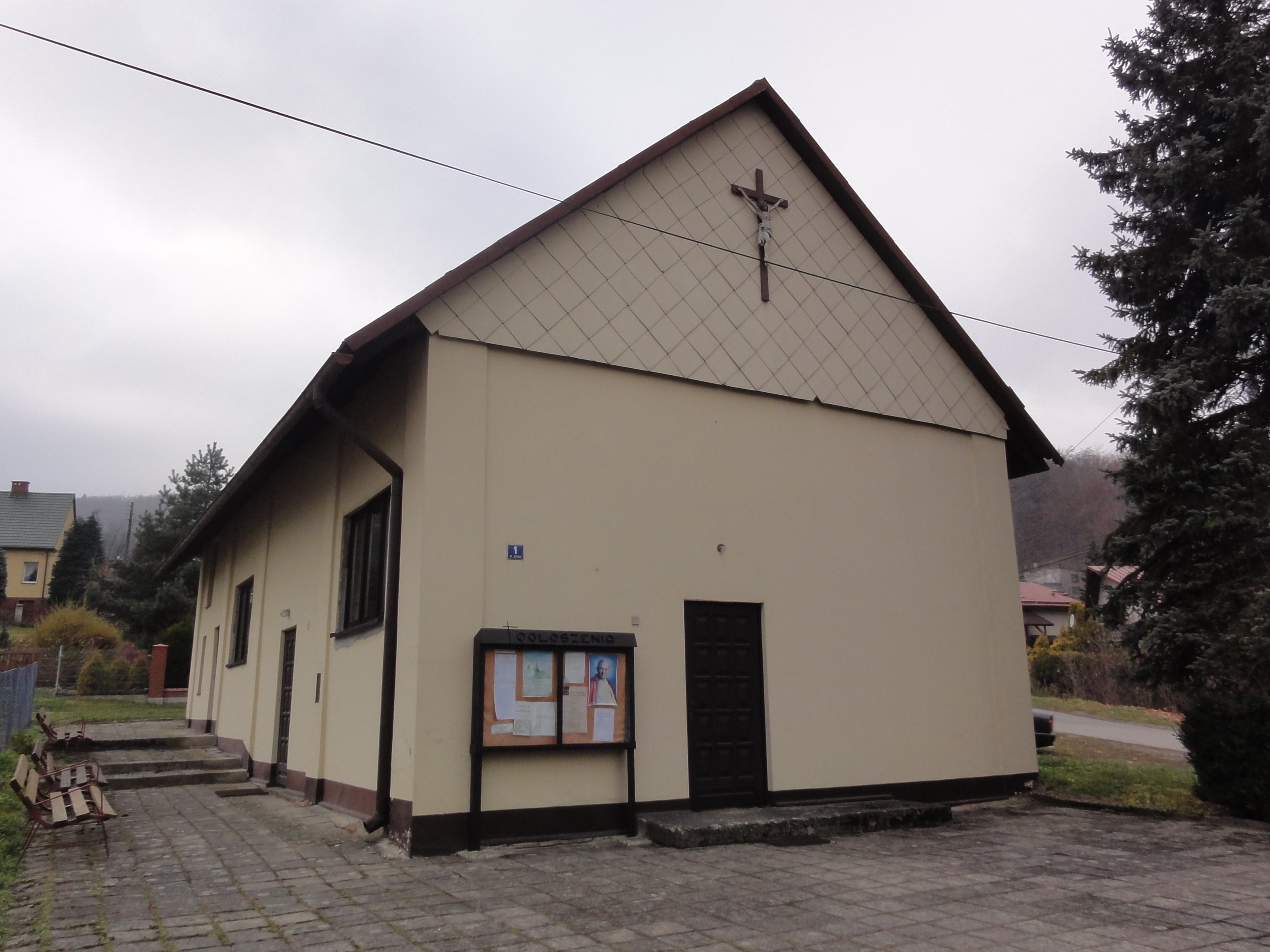
Kaplica filialna pw. św. Jana
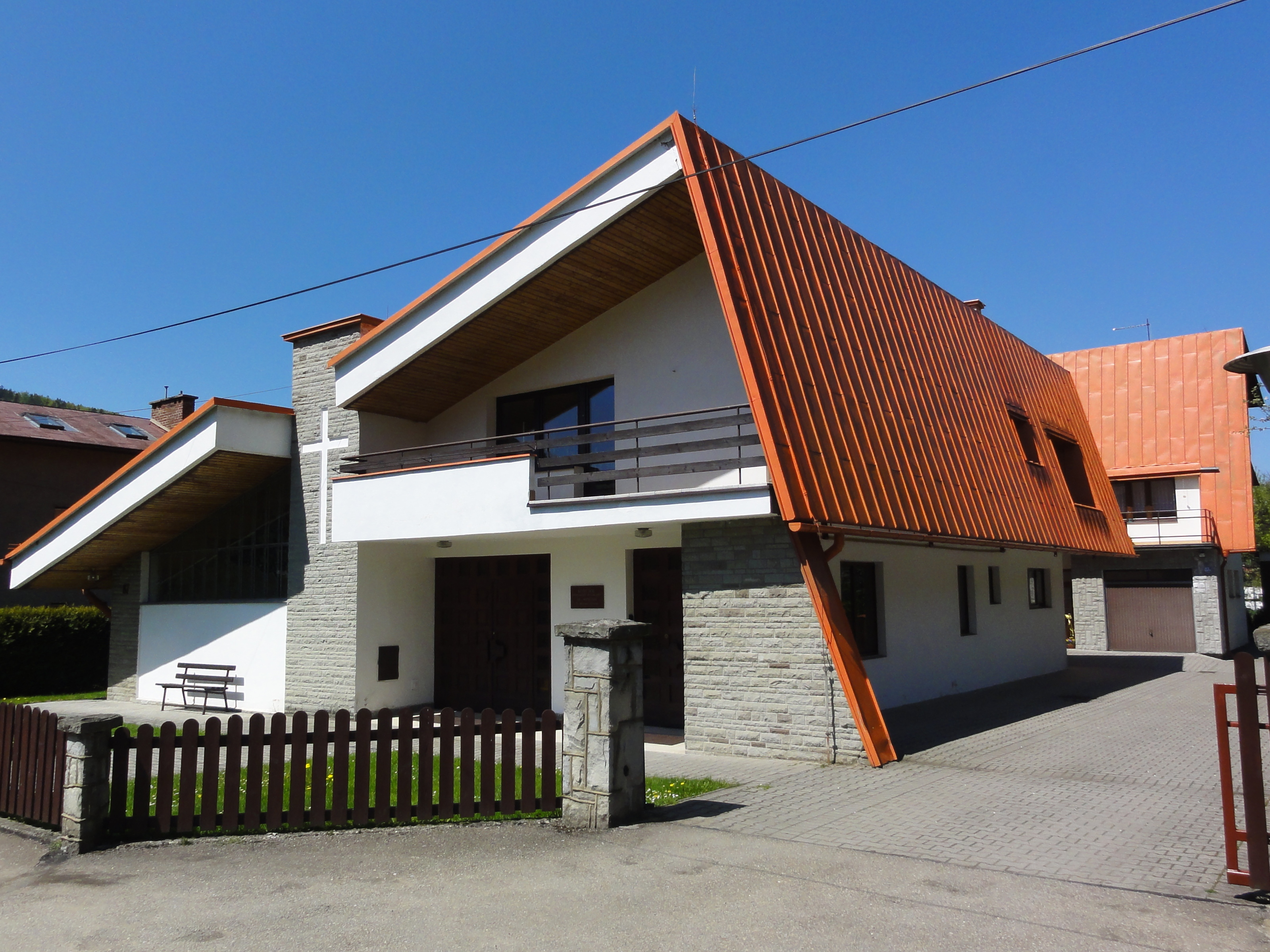
Luterański kościół filialny Apostoła Mateusza